# Cephalops burmensis
Cephalops burmensis är en tvåvingeart som beskrevs av De Meyer 1992. Cephalops burmensis ingår i släktet Cephalops och familjen ögonflugor.
Artens utbredningsområde är Myanmar. Inga underarter finns listade i Catalogue of Life.